# 永泰馬來西亞
永泰馬來西亞有限公司，簡稱永泰馬來西亞（英語：Wing Tai Malaysia Berhad）是一家马来西亚房地产公司。

## 历史
在1966年由潮州商人鄭翼雄創立，當時名為「龍鳯製衣（馬來西亞）有限公司」，以及「DNP Holdings Berhad」。
業務除了經營房地產外，還包括銷售衣服專門店（包括Uniqlo，在馬來西亞經營）。現時由鄭維強主理，主席為Y Bhg Tan Sri Dato' Mohamed Noordin bin Hassan。總部位於Level 7, Menara Milenium, Jalan Damanlela, Pusat Bandar Damansara, Damansara Heights 50490 Kuala Lumpur，而股份自1975年於馬來西亞證券交易所主板上市，當時以「龍鳯有限公司」上市。
根據截止2011年6月30日年度財政資料，母公司永泰控股有限公司持有60.4%股權。

## 連結
- WingTai.com.my （页面存档备份，存于）